# Ling-Temco-Vought
Ling-Temco-Vought (LTV) foi uma grande grupo empresarial americano que existiu de 1961 a 2000. Em seu auge, seus produtos estavam envolvidos em indústrias aeroespaciais, linhas aéreas, eletrônicos, indústria siderúrgica, esportes, embalagem de carnes, aluguel de veículos, medicamentos, dentre outras. 
Iniciou em 1947 como Ling Electric Company, posteriormente chamada de Ling-Temco-Vought, seguida de LTV Corporation e eventualmente LTV Steel até o seu fim no início do ano de 2000.

## História

### Ling Electric Company
Em 1947, o empresário James Ling fundou em Dallas a Ling Electric Company como fornecedora de contratos fechados. Ele vivia nos fundos de sua loja. Após incorporar e abrir sua companhia ao público em 1955, Ling encontrou formas inovadoras de comercializar, incluindo vendas porta-a-porta e em uma barraca na Feira Estadual do Texas.

### Ling-Temco-Vought
Em 1956 Ling adquiriu a L.M. Electronics e em 1959 adicionou a Altec Electronics, uma fabricante de sistemas de som e alto-falantes. Em 1960, Ling fundiu a companhia com a Temco Aircraft, melhor conhecida por seus trabalhos com mísseis. Em 1961, utilizando fundos adicionais do empresário Troy Victor Post e o texano David Harold Byrd, adquiriu a Chance Vought em uma oferta hostil. A nova empresa tornou-se a Ling-Temco-Vought.
Com baixas taxas de juros permitindo que a empresa emprestasse grandes quantias, Ling construiu um dos maiores grupos empresariais de 1960. Em 1964 Ling tornou a Ling-Temco-Vought e uma holding e estabeleceu três empresas públicas como subsidiárias: LTV Aerospace, LTV Ling Altec e LTV Electrosystems. A LTV Aerospace recebeu ativos da Vought e uma grande parte da Temco Aircraft. A LTV Ling Altec continha a Altec Electronics e outras propriedades, tendo o resto ficando com a LTV Electrosystems. A intenção era fazer com que a soma das partes parecesse mais valiosa do que o todo. Ling utilizou esta técnica para aumentar o capital e comprar mais empresas. Partes da LTV Electrosystems se tornariam mais tarde a E-Systems, então parte da Raytheon IIS, e desde 2002 parte da L-3 Communications-Integrated Systems (L-3/IS).

#### Aquisições
Em 1965, Ling adquiriu a empresa de fiações e cabos Okonite. Em 1967, assumiram a Wilson and Company, uma empresa do dobro do tamanho da Ling Temco Vought. Wilson era uma companhia diversificada, envolvida em embalagem de carnes, itens esportivos e farmacêuticos. O presidente da Wilson Roscoe Haynie não estava ciente do esquema de aquisição até duas semanas antes desta ocorrer. Ling mais tarde dividiu a Wilson em três partes (embalagem de carnes, itens esportivos (Wilson Sporting Goods) e farmacêuticos (Wilson Pharmaceutical and Chemical)).
Em 1968, a Ling-Temco-Vought adquiriu a Greatamerica Corporation, holding de Troy Post da Braniff International Airways, da National Car Rental, e da Jones and Laughlin Steel Company. Em adição, adquiriu resorts em Acapulco, México e Steamboat Springs, Colorado. Até 1969, a LTV havia adquirido 33 empresas, com 29.000 funcionários e oferecia 15.000 produtos e serviços distintos, sendo uma das 40 maiores corporações industriais.

#### Grupo empresarial e problemas antitruste
A Ling-Temco-Vought combinou vendas de US$3.6 bihões em 1969, mas os investidores descobriram que os grupos empresariais não estavam crescendo tanto quanto companhias individuais. Os preços de ações iniciaram uma queda, dando início a uma tendência baixista e houve um sentimento geral que os grupos empresariais seriam os culpados destas quedas. Um processo de antitruste foi iniciado neste mesmo ano. 
Eventualmente, o conselho diretor rebaixou James Ling em 1970 e este saiu da companhia, sendo substituído pelo executivo anterior da Ling-Temco-Vought W. Paul Thayer.

### LTV Corporation
Como parte de um processo de 1971 de antitruste, a companhia vendeu os componentes Braniff e Okonite, e Thayer mudou o nome de Ling-Temco-Vought para LTV Corporation. Thayer foi substituído pelo executivo anterior da Xerox Raymond Hay.

#### Primeira falência
Em Julho de 1986, a LTV Corporation deu entrada em um pedido de falência conforme o Capítulo 11 da Lei de Falências do Código Estados Unidos, com US$6.14 bilhões em ativos totais e US$4.59 bilhões de dívidas. Foi a maior falência da história dos Estados Unidos até então.
A companhia passou por uma série de privações, mais notavelmente a inteira divisão da LTV Aerospace; este componente manteve o legado do nome Vought como a independente Vought Corporation, enquanto que o componente de mísseis mais tarde se tornaria parte da Loral Corporation e mais tarde se tornou a divisão Lockheed Martin Missiles and Fire Control. Após a junção de 1984 da Jones and Laughlin Steel Company com a Republic Steel Corporation, a companhia continuou a existir primariamente como produtora de aço, renomeando-se para LTV Steel, mudando sua sede para Cleveland, Ohio em 1993.
A LTV não deixou a proteção do Capítulo 11 até 28 de Junho de 1993, sendo descrito em 1999 como uma das mais longas e complicadas falências da história dos Estados Unidos.
Em 1999, a LTV adquiriu a Copperweld Corporation sediada em Pittsburgh da Imétal S.A. da França.

#### Segunda falência
A LTV Steel novamente entrou com pedido de falência em 29 de Dezembro de 2000.
International Steel Group
Os ativos foram adquiridos em Fevereiro de 2002 por Wilbur Ross e se uniu à Weirton Steel para formar a International Steel Group.
Subsidiárias de ferrovias
Algumas subsidiárias de ferrovia – Chicago Short Line Railway, Cuyahoga Valley Railway, e River Terminal Railway – foram para a ISG, enquanto que a Ohio Central Railroad System adquiriu a Aliquippa and Southern Railroad e a Mahoning Valley Railway. A anterior Monongahela Connecting Railroad é agora operada pela Allegheny Valley Railroad.
Aço
Em 2002, a Lombard Metals Corp com sede em Bala Cynwyd, Pennsylvania, comprou todo o inventário externo, totalizando 224 000 000 lb (102 000 000 kg) de aço de 58 locais diferentes ao redor do país.

## Edifícios na sede
Um novo edifício foi construído no centro de Dallas para gerenciar as operações da LTV, assim como um banco e outros escritórios, na 1600 Pacific Avenue. O edifício foi aberto em 1964. Após a LTV ter saído na década de 1980, a construção passou para outros proprietários e vários arrendatários antes de ser reutilizado em 2015 como uma combinação do Hotel Hilton Garden Inn nos andares mais inferiores do edíficio, enquanto que os superiores foram transformados em moradia. Como referência à história do edifício, os apartamentos foram chamados de LTV Tower Apartments. Os novos proprietários foram ainda além, utilizando as letras do nome para criar um slogan para a propriedade: "Love The View" (Ame a vista).
A LTV passaria seus últimos anos em Dallas em um novo complexo, LTV Center, que foi inaugurada em 1985 na 2001 Ross Avenue. Após a LTV ter saído para Cleveland, o edifício foi renomeado para Trammell Crow Tower; é conhecido hoje por Trammell Crow Center.

## Aeronaves

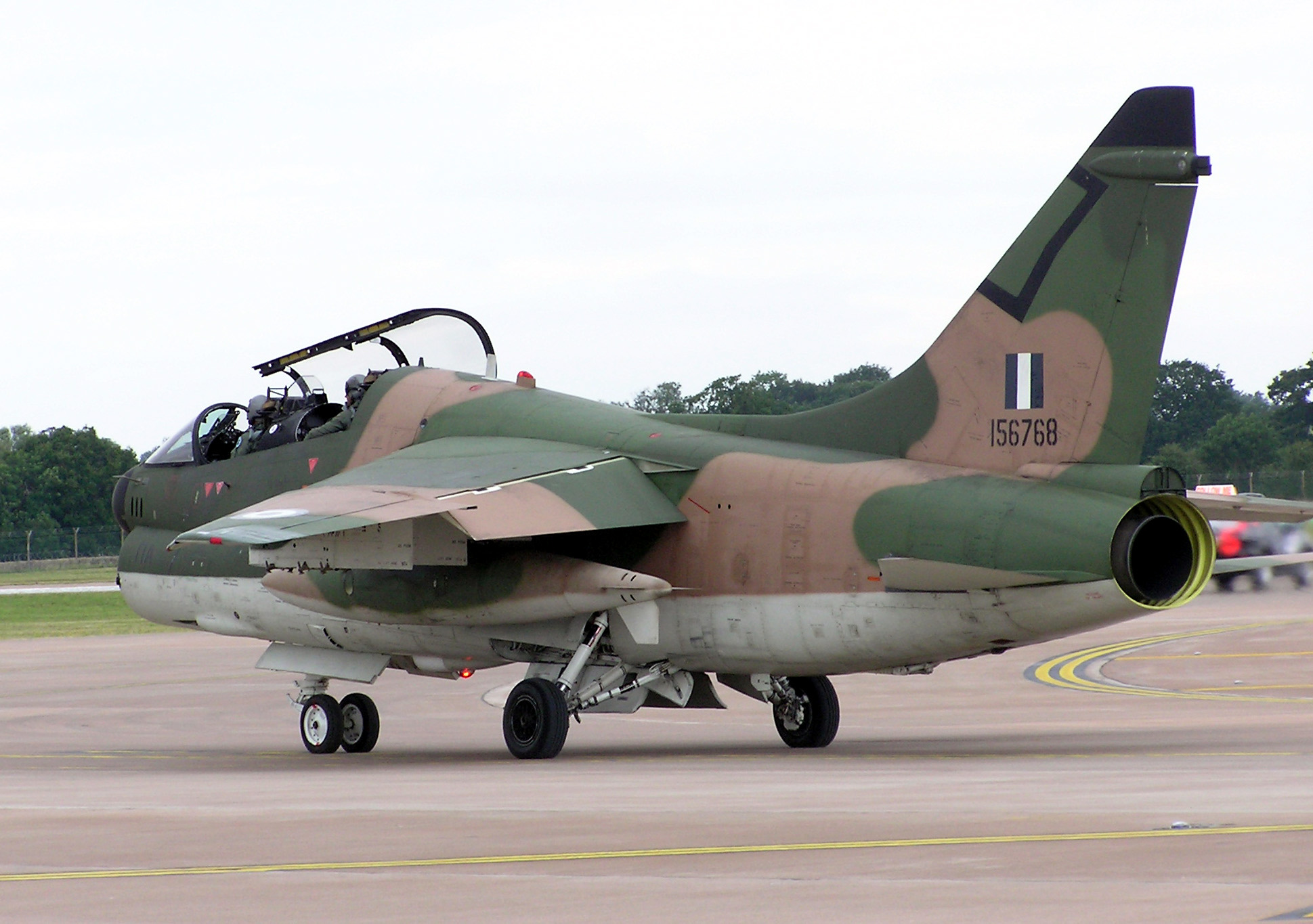
Uma aeronave A-7 Corsair II produzida pela Ling-Temco-Vought. Este modelo, uma antiga aeronave da marinha americana, foi fotografada em um show aéreo britânico em 2005. Foi retirado de serviço em 2014 pela Força Aérea Grega

- LTV A-7 Corsair II
  - Vought YA-7F
- LTV XC-142
- LTV L450F
- Vought Model 1600

## Mísseis
- MGM-52 Lance
- ASM-135 ASAT
- Vought HVM
- MGM-140 ATACMS

## VANTs
- LTV XQM-93